# Fegyvernek
Fegyvernek est une ville du comitat de Jász-Nagykun-Szolnok en Hongrie. Elle a le titre de ville depuis le 15 juillet 2013.

## Personnalités
- Miklós Boháty